# Use Your Illusion I
Use Your Illusion I (en español: Usa tu ilusión 1) es el tercer álbum de estudio de la banda de hard rock, Guns N' Roses, lanzado el 17 de septiembre de 1991, junto con el álbum Use Your Illusion II, lanzado en el mismo día. El álbum ha vendido alrededor de 17 millones de copias en todo el mundo.
Use Your Illusion I debutó en la posición número 1 en las listas del Billboard, y ha sido certificado en Estados Unidos 7 veces con disco de platino; también obtuvo numerosas certificaciones debido a su arrasador éxito en gran parte del resto de países del mundo, algunos de esos países fueron Argentina, Canadá, Reino Unido, Australia, Nueva Zelanda, Alemania, Japón, Islandia, Noruega, etc.
En los cuales el álbum alcanzó certificaciones múltiples de disco de oro, platino y diamante. En dichos países el álbum también escaló hasta la primera posición en las respectivas listas musicales. Una de las canciones que componen el álbum es la mítica y exitosa «November Rain» la cual es considera una de las mejores canciones de la historia. El álbum también fue galardonado con un premio Grammy en 1992.

## Descripción
Los Use Your Illusion I y II representan un punto de cambio en el sonido de Guns N' Roses. A pesar de no abandonar sus tendencias hard rock de su primer álbum Appetite for Destruction, Use Your Illusion I demostró, por primera vez elementos de blues, música clásica, heavy metal, punk rock, rock n' roll clásico hasta incluso de música industrial (por ejemplo en el último track del segundo álbum). Por ejemplo, el cantante principal Axl Rose toca el piano en varias canciones de los dos álbumes. Fueron canciones como «November Rain» las que llevaron al grupo a la popularidad entre personas que no escuchaban hard rock o heavy metal.
Otra influencia en el sonido diferente de este álbum en comparación con trabajos anteriores de la banda es el reemplazo del batería Steven Adler (que no había podido superar su problema con las drogas) por Matt Sorum.
Varias canciones del álbum fueron escritas en los primeros días de la banda, «Back Off Bitch», «Bad Obsession», «Don't Cry», « November Rain» y «The Garden» se consideran parte de este grupo. También hay un cover de Paul McCartney, «Live and Let Die».
Además de las diferencias estilísticas, otro nuevo aspecto visto en el Use Your Illusion I eran canciones más largas. «November Rain», es una balada épica que dura casi nueve minutos; tiene el récord Guiness por ser la canción más larga que ha estado en las carteleras estadounidenses y «Coma» que dura más de diez minutos.
Otro cambio fue la presencia de temas cantados por otros miembros de la banda. «Dust N' Bones», «You Ain't The First», y «Double Talkin' Jive» son cantadas por Izzy Stradlin.

## Portada
La portada se trata de una sección del fresco denominado “La escuela de Atenas” de Rafael y fue creada por el artista estonio - estadounidense Mark Kostabi.
Tanto el disco I como el II tienen el mismo diseño en su portada, cambiando solo el color del dibujo, que en este caso es rojo y amarillo, mientras que en el posterior es de color púrpura y azul.

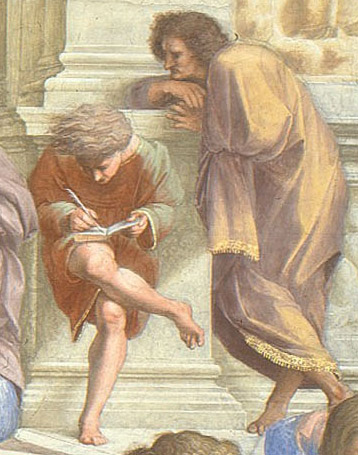
La portada del disco está basada en la obra "La escuela de Atenas" de Rafael.

## Canciones

### Right Next Door to Hell
Es la primera canción del álbum y la canción trata sobre la discusión entre Axl Rose y su vecina de West Hollywood, Gabriella Kantor, que denunció a Axl cuando este le arrojó una botella de vino en 1990.

### Dust N' Bones
Esta es la segunda canción del álbum y fue escrita por Slash, Izzy Stradlin y Duff McKagan. Es la primera canción del disco en ser cantada por Stradlin y la primera en presentar a Dizzy Reed en el piano. También incluye una guitarra con Talkbox.

### Live and Let Die
Canción originalmente compuesta por Paul McCartney y Linda McCartney.

### Perfect Crime
Es la quinta canción del álbum y fue escrita por Axl Rose mientras la música fue obra de Slash e Izzy Stradlin

### You Ain't the First
Es la sexta canción del álbum. A diferencia de la mayoría de las canciones del álbum, no se encuentran guitarras eléctricas presentes en la canción, en su lugar se usan guitarras acústicas, una de ellas utilizando la técnica del slide, similar al álbum G N' R Lies.

### Bad Obsession
Bad Obsession es la séptima canción del álbum. Fue escrita por Stradlin y West Arkeen. La canción habla acerca de la adicción a las drogas que había perseguido a la banda antes de que se hicieran famosos. Michael Monroe, cantante de Hanoi Rocks y una gran influencia en Guns N' Roses, toca la armónica y el saxofón tenor en la versión de estudio.

### Back Off Bitch
Es la canción número ocho del Use Your Illusion I. Sin embargo, fue escrita antes del álbum debut de 1987, Appetite For Destruction. En una entrevista con la revista Rolling Stone, Axl dijo que Back Off Bitch era una canción de 10 años de edad en el momento, por lo tanto se puede suponer que la canción fue escrita antes de la formación del grupo. La canción también se tocó en conciertos antes del lanzamiento de Appetite For Destruction.

### Double Talkin' Jive
Es la novena canción del álbum, escrita y cantada por Izzy Stradlin. Al final de la canción, Slash realiza un solo de guitarra extendido estilo flamenco. Curiosamente, en vivo esta canción se extendía a partir de su duración original de tres minutos a más de ocho minutos de duración en el Use Your Illusion World Tour. La primera línea de la canción "Found a head and an arm in a garbage can" (Encontré una cabeza y un brazo en un contenedor de basura) se refiere a las partes que Stradlin en realidad encontró en un contenedor de basura, en la zona de estudio. Axl, cantaba esta canción en vivo, incluso cuando Stradlin estaba presente en la banda en 1991.

### November Rain
Una canción en la que Axl Rose había estado componiendo y trabajando sin descansar desde principios de los 80s era November Rain, la cual terminó siendo la décima en la lista de canciones del álbum, además de ser el tercer sencillo emergente del mismo. En 1988, le dijo efusivamente a la revista estadounidense Rolling Stone lo orgulloso que estaba de la canción, afirmando: "Si la canción no se graba bien, dejaré el mundo de la música para siempre". El cantante explicaría más tarde que November Rain se trataba "sobre no querer encontrarse en un estado de tener que lidiar con un amor no correspondido". En los años previos a las sesiones de los Illusion, la banda había hecho un demo con guitarra y piano solista. La versión inicial fue de 18 minutos de duración, pero la canción no salió bien hasta que Axl la perfeccionó en el estudio, creando cuidadosamente tonos para replicar una sinfonía completa en sus teclados. "Escuchamos a Elton John como inspiración para los rellenos de batería y el tono general", dijo Matt Sorum, baterista de la banda por ese entonces. "Recuerdo vívida y claramente estar sentado con Axl, escuchando la canción Don't Let the Sun Go Down on Me del artista británico Elton John, y Axl señalando el estilo de la batería". Como dato curioso, el hermanastro menor de Axl, Stuart Bailey, hizo parte del coro de fondo de la canción, y su nombre está mencionado en los créditos de la misma, dentro de la carátula del álbum. Esta balada también desprendió uno de los videos musicales más famosos del mundo hasta el día de hoy, obteniendo muchos años después, luego de haber sido publicado en el año 2009, el título del video musical más visto del Rock en la plataforma estadounidense Youtube, el video musical más visto de los 90s, y el video filmado antes de la creación de YouTube más visto de dicha plataforma; en pocas palabras, el video más visto del siglo XX de la plataforma de videos, creada en el año 2005, con más de 2 mil millones de vistas hasta el día de hoy. Además, fue uno de los videos musicales más caros en producir de esa época, manteniendo este título por décadas.

### Garden of Eden
Garden of Eden fue escrita mientras la banda estaba ensayando durante un largo período de tiempo en Chicago. Hay un video musical de la canción, filmado en una toma estática (filmado a través de una lente de ojo de pez) que muestra un primer plano de Rose cantando en un micrófono de cinta con la banda tocando detrás de él, mientras que los teclistas Dizzy Reed y Teddy Andreadis (que tocó la armónica para la banda durante el Use Your Illusion Tour) se ven bailando en el fondo lejano. Hay dos versiones del video, ambas hechas en 1992. Una versión tiene tiras de papel volando por el aire y se encuentra principalmente en sitios de videos musicales como Yahoo! Music. La otra versión tiene letras en pantalla, completa con un "follow-the-bouncing-ball", pero sin papel volando. Esta es la versión que está en la compilación de videos musicales de Guns N 'Roses: Welcome to the Videos.

### Don't Damn Me
Don't Damn Me es la canción número trece en el álbum, y es el único corte del álbum que nunca ha sido tocado en vivo. Presumiblemente, la pista se creó como respuesta a la polémica en torno a Guns N' Roses después del lanzamiento del álbum G N' R Lies, que contiene pistas con contenido explícito, como "One in a Million".

### Bad Apples
Bad Apples es la decimocuarta canción del álbum, y sólo se ha tocado en vivo dos veces. De acuerdo con Slash, la canción fue escrita mientras la banda estaba ensayando para un período prolongado en Chicago.

### Dead Horse
Dead Horse fue escrita por Axl Rose, en esta, el vocalista toca una guitarra acústica (como se ve en el video de 1993), en esta canción, las guitarras eléctricas no llegan hasta que Axl canta "Sometimes i feel like i'm beatin' the dead horse". Esta canción tiene 2 curiosidades, una de ellas es que al interpretarla en vivo, en algunos conciertos, Axl toca la guitarra acústica al inicio (después se la retiran). Otra cosa particular en esta canción es que al final, se escucha el inicio de la canción ("Sick of this life..now that you care...") en un efecto de rebobinar de un casete.

### Coma
Slash escribió la melodía. En una entrevista concedida a MTV, Axl Rose la describió en 1990 como "el bebé de Slash, su monstruo". Axl escribió las letras de esta canción a partir de una experiencia personal. Tal y como alegó en dicha entrevista: "Comencé a escribir acerca de aquella vez que tuve una sobredosis hace cuatro años. La razón fue por estrés, no lo pude soportar. Tuve esta discusión, y fue tan fuerte, que agarré un bote de pastillas y me las tomé. Acabé en el hospital, pero me gustaba eso de no tener que luchar más, y estaba completamente consciente que me estaba yendo. Y de repente me dije a mí mismo: No has hecho demasiadas giras, la gente olvidará el disco, tienes mucho que hacer, y eso me hizo despertar."

## Lista de canciones
| N.º   | Título                                         | Escritor(es)                           | Duración |  |
| 1.    | «Right Next Door to Hell»                      | Axl Rose / Izzy Stradlin / Timo Kaltio | 3:03     |  |
| 2.    | «Dust N' Bones»                                | Stradlin / Duff McKagan / Slash        | 4:59     |  |
| 3.    | «Live and Let Die» (Versión de Wings)          | Paul y Linda McCartney                 | 3:04     |  |
| 4.    | «Don't Cry» (Original)                         | Rose / Stradlin                        | 4:45     |  |
| 5.    | «Perfect Crime»                                | Rose / Stradlin / Slash                | 2:24     |  |
| 6.    | «You Ain't the First»                          | Stradlin                               | 2:37     |  |
| 7.    | «Bad Obsession»                                | Stradlin / West Arkeen                 | 5:28     |  |
| 8.    | «Back Off Bitch»                               | Rose / Paul Tobias                     | 5:04     |  |
| 9.    | «Double Talkin' Jive»                          | Stradlin                               | 3:24     |  |
| 10.   | «November Rain»                                | Rose                                   | 8:58     |  |
| 11.   | «The Garden» (Con Alice Cooper y Shannon Hoon) | Rose / Del James / Arkeen              | 5:22     |  |
| 12.   | «Garden of Eden»                               | Rose / Slash                           | 2:42     |  |
| 13.   | «Don't Damn Me»                                | Rose / Slash / Dave Lank               | 5:19     |  |
| 14.   | «Bad Apples»                                   | Rose / Stradlin / Slash / McKagan      | 4:29     |  |
| 15.   | «Dead Horse»                                   | Rose                                   | 4:19     |  |
| 16.   | «Coma»                                         | Rose / Slash                           | 10:15    |  |
| 76:04 |                                                |                                        |          |  |

## Miembros
- Axl Rose: Voz, piano en «November Rain», guitarra acústica en «Dead Horse», sintetizador, percusión, efecto de sonido en «Garden of Eden»
- Slash: Guitarra líder, guitarra rítmica, guitarra acústica, talkbox en «Dust N' Bones», slide en «The Garden», slide dobro en «You Ain't the First»
- Izzy Stradlin: Guitarra rítmica, guitarra acústica, coros, voz en «Dust N' Bones», «You Ain't the First» y «Double Talkin' Jive», percusión en «Bad Obsession»
- Duff McKagan: Bajo, coros, guitarra acústica en «You Ain't the First» y «Double Talkin' Jive»
- Matt Sorum: Batería, percusiones
- Dizzy Reed: Piano, órgano, teclados, percusiones

Participaciones
- Michael Monroe: Armónica y saxofón en «Bad Obsession»
- Shannon Hoon: Segunda voz en «Don't Cry», «Live and Let Die», «You Ain't the First», «November Rain» y «The Garden»
- Johann Langlie: Sintetizadores y efectos de sonido
- Alice Cooper: Voz en «The Garden»
- Matt McKagan, Jon Trautwein, Rachel West, Robert Clark: Metales en «Live and Let Die»
- Tim Doyle: Pandereta en «You Ain't The First»
- Stuart Bailey y Reba Shaw: Voces de fondo en «November Rain»
- West Arkeen: Guitarra acústica en «The Garden»
- Bruce Foster y Johann Langlie: Efectos de sonido en «Coma»[1]